# Altendorf-Ulfkotte
Altendorf-Ulfkotte ist der südlichste Stadtteil von Dorsten im Kreis Recklinghausen in Nordrhein-Westfalen. Bis 1974 war Altendorf-Ulfkotte eine eigenständige Gemeinde.

## Geographie
Altendorf-Ulfkotte liegt südöstlich der Dorstener Kernstadt beiderseits der Bundesstraße 224. Südlich schließen Gladbeck und Gelsenkirchen an.

## Geschichte
Altendorf und Ulfkotte waren zwei alte Bauerschaften, die bis ins 19. Jahrhundert das Kirchspiel Dorsten bildeten. Von 1844 bis 1974 gehörte die rein landwirtschaftlich geprägte Gemeinde Altendorf-Ulfkotte zum Amt Marl im Kreis Recklinghausen. Durch das Ruhrgebiet-Gesetz wurde die Gemeinde am 1. Januar 1975 ein Teil der Stadt Dorsten. Ein kleiner Gebietsteil der Gemeinde mit dem Umspannwerk Polsum kam zur Stadt Gelsenkirchen.

## Einwohnerentwicklung
| Jahr | Einwohner |
| ---- | --------- |
| 1833 | 843       |
| 1858 | 540       |
| 1871 | 568       |
| 1885 | 555       |
| 1895 | 611       |
| 1910 | 832       |
| 1925 | 854       |
| 1939 | 859       |
| 1946 | 984       |

## Verkehr
Die VRR-Buslinie 296 erschließt den Ortsteil. Die Schnellbuslinie SB28 tangiert Ulfkotte und Altendorf entlang der B 224.
| Linie     | Verlauf | Takt (Mo–Fr) | Betreiber       |
| --------- | --- | ------------ | --------------- |
| SB28      | Gelsenkirchen-Buer Rathaus – Gelsenkirchen-Buer Nord Bf – Gelsenkirchen-Hassel – Oberscholven – Ulfkotte – Feldmark – Dorsten Willy-Brandt-Ring – Dorsten ZOB Weiterfahrt in Dorsten ZOB als Linie SB18 nach Schermbeck | 30 min       | DB Rheinlandbus |
| 296 TB296 | In der Miere – Dorsten Essener Tor – Dorsten ZOB – Willy-Brandt-Ring – Feldmark – Altendorf-Ulfkotte (– Marl-Polsum Kirchstr.) Abschnitt Altendorf-Ulfkotte – Marl-Polsum als TaxiBus                                   | 60 min       | Vestische       |